# 3126 Davydov
3126 Davydov eller 1969 TP1 är en asteroid i huvudbältet som upptäcktes den 8 oktober 1969 av den ryska astronomen Ljudmila Tjernych vid Krims astrofysiska observatorium på Krim. Den har fått sitt namn efter poeten och krigshjälten i det patriotiska kriget 1812, Denis Davydov.
Asteroiden har en diameter på ungefär tretton kilometer och tillhör asteroidgruppen Eos.